# Temporada 1983-1984 del Liceu
Es representa per primera vegada en francès La Fille du régiment de Donizetti.
| Temporada 1983-1984 del Liceu |                         |                          |                      | |                                            |                                      |
| Òpera                         | Compositor              | Director musical         | Director d'escena    | Papers principals | Producció                                  | Dates                                |
| Falstaff                      | Giuseppe Verdi          | Ralf Weikert             |                      | Bianca Berini, Joan Pons, Ilona Tokody, Thomas Allen, Dalmau Gonzalez, Maria Angeles Peters, Piero de Palma, Raquel Pierotti                                       |                                            | novembre                             |
| Der fliegende Holländer       | Richard Wagner          | Georg Alexander Albrecht | Werner Michael Esser | Gwyneth Jones, Simon Estes, Peter Meven, Gerd Brenneis, Marita Dübbers, Aldo Badin                                                                                 | Òpera de Colònia                           | 28 de novembre, 1, 4 i 7 de desembre |
| Werther                       | Jules Massenet          | Maximiano Valdés         | Giuseppe De Tomasi   | John Sandor, Enric Serra, Ivo Vinco, Josep Ruiz, Vicenç Esteve, Gervasi Ventura, Fiorenza Cossotto, María Ángeles Peters, Lucila Dávila                            |                                            | 21, 23 i 26 de desembre              |
| Hérodiade                     | Jules Massenet          |                          |                      | Montserrat Caballé |                                            | desembre                             |
| Ariadne auf Naxos             | Richard Strauss         |                          |                      | Montserrat Caballé |                                            | gener                                |
| Carmen                        | Georges Bizet           | Jacques Delacôte         | Antonello Madau-Díaz | Ielena Obraztsova, Josep Carreras, Silvano Carroli, Alida Ferrarini, Enric Serra, Santos Ariño, María Uriz, Cecília Fondevila, Piero de Palma, Vicenç Esteve       |                                            | 6 de novembre                        |
| Aida                          | Giuseppe Verdi          |                          |                      | Ielena Obraztsova, Natalia Troitskaya, Carlo Cossutta, Bonaldo Giaiotti, Matti Salminen                                                                            |                                            |                                      |
| Turandot                      | Giacomo Puccini         | Roberto Abbado           | Antonello Madau-Diaz | Éva Marton, Alfredo Heilbron, Ivo Vinco, Ermanno Mauro (2, 5) / Lando Bartolini (8), Marion Vernette-Moore, Enric Serra, Josep Ruiz, Piero De Palma, Vicenç Esteve |                                            | 2, 5, 8 febrer                       |
| El rapte en el serrall        | Wolfgang Amadeus Mozart | Wolfgang Rennert         | Vittorio Patané      | Dalmau González, Kurt Moll, Bengt Rundgren, Barbara Carter, Celina Lindsley, Wilfried Gamlich, Hans Christian                                                      | Teatre Regio de Torí                       | 23 de febrer                         |
| Elektra                       | Richard Strauss         | Charles Vanderzand       | Karlheinz Drobesch   | Martha Szirmay, Ute Vinzing, Sabine Hass, Horst Hiestermann, Anthony Raffell, Joan Tomàs, Antoni Lluch, Gerda Boeck, Nelly Boschk                                  |                                            | 4, 7, 10 març                        |
| Attila                        | Giuseppe Verdi          | Roberto Abbado           |                      | Antonio Salvadori, Ievgeny Nesterenko, Guena Dimitrova, Nunzio Todisco                                                                                             |                                            | abril                                |
| La fanciulla del West         | Giacomo Puccini         | Romano Gandolfi          | Piero Faggioni       | Marilyn Zschau, Plácido Domingo, Silvano Carroli, Piero de Palma, Montserrat Aparici                                                                               | Royal Opera House Covent Garden de Londres | 26 de maig al 2 de juny              |
| La Fille du régiment          | Gaetano Donizetti       | Alain Guingal            | Giuseppe De Tomasi   | Rosa Laghezza, Ruth Welting, Isolda Vilaresau, Roberto Coviello, Alfredo Kraus, Giancarlo Tosi, Michael Ross, Bruno Grella                                         |                                            | 10, 13, 16 juny                      |
| El ratpenat                   | Johann Strauss          | Leopold Hager            |                      | Gundula Janowitz, Mario Brell, Andrea Martin, Yvonne Minton, Siegfried Jerusalem, Wolfgang Schone                                                                  |                                            | juny                                 |